# Route P37 (Lettonie)
Pour les articles homonymes, voir P37.
La route P37 (Autoceļš P37) est une  route régionale de Lettonie reliant Pļaviņas à Grobiņa.
Elle a une longueur de 91,4 km.

## Présentation
La route P37 Pļaviņas—Madona—Gulbene part du hameau de Gostiņi près de Pļaviņas, traverse Madona et va jusqu'à Gulbene.
À Pļaviņas, la P37 rejoint l'A6 menant à Riga et Daugavpils.
La longueur de la route est de 91,4 km, elle est entièrement asphaltée et traverse les novads d'Aizkraukle, Madona et Gulbene.